# Pervomaiski (Guiaguínskaya, Adiguesia)
Pervomaiski (del ruso: Первомайский) es un jútor del raión de Guiaguínskaya en la república de Adiguesia de Rusia. Está situado 8 km al norte de Guiaguínskaya y 39 km al norte de Maikop. No tenía población permanente en 2010
Pertenece al municipio Guiaguínskoye.